# 에릭 싱어
에릭 싱어(Eric Singer, 1958년 5월 12일 ~ )는 미국의 음악가이다.